# Pomeni imen asteroidov: 97001–98000
Pregled pomenov imen asteroidov (malih planetov) od številke 97001 do 98000, ki jim je Središče za male planete dodelilo številko in so pozneje dobili tudi uradno ime  v skladu z dogovorjenim načinom imenovanja. Pregled je preverjen z Schmadelovim “Slovarjem imen malih planetov” (“Dictionary of Minor Planet Names”). 
Pregled pojasnjuje izvor oziroma pomen imen asteroidov, ki ga je priznala Mednarodna astronomska zveza (IAU). Nekateri asteroidi imajo imajo dodatno pojasnilo o izvoru imena, ki pa vedno ni popolnoma zanesljivo (oznaka “†” ali “‡“). 
| Ime                | Začasna oznaka | Izvor imena |
| 97001–97100        | 97001–97100    | 97001–97100 |
| ------------------ | -------------- | --- |
| 97069 Stek         | 1999 VB23      | Stefano Klett, švicarski računalniški znanstvenik, ljubiteljski astronom in podpornik sekcije kantona Ticino za Temno nebo Švice (Dark Sky Switzerland) † |
| 97101–97200        |                | |
| 97201–97300        |                | |
| 97268 Serafinozani | 1999 XD127     | Astronomski observatorij Serafino Zani (Osservatorio astronomico Serafino Zani), ki ga je zgradil Serafino Zani in njegova družina na griču San Bernardo v občini Lumezzane, Brescia, Lombardija, Italija in so jo potem podarili lokalnim ljubiteljskim astronomom † |
| 97301–97400        |                | |
| 97401–97500        |                | |
| 97501–97600        |                | |
| 97582 Hijikawa     | 2000 EP15      | reka Hijikava, prefektura Ehine, Japonska † |
| 97601–97700        |                | |
| 97701–97800        |                | |
| 97801–97900        |                | |
| 97901–98000        |                | |

| Predhodnik: 96001–97000 | Pomeni imen asteroidov Seznam asteroidov (97001-97250) Seznam asteroidov (97251-97500) Seznam asteroidov (97501-97750) Seznam asteroidov (97751-98000) | Naslednik: 98001–99000 |